# 小田急2320形電車
小田急2320形電車（おだきゅう2320がたでんしゃ）は、かつて小田急電鉄に在籍した電車である。
両開きの客用扉を2か所に持つセミクロスシート車で、特急ロマンスカーを補完する準特急用車両として1958年（昭和33年）に登場し、土休日の準特急運用を中心に使用され、平日には急行や各駅停車といった料金不要列車にも使用されていたが、1963年には、3100形NSE車が増備されたことから準特急という種別そのものが廃止となったため、2300形とともに3扉ロングシートの通勤車両へ改造され、2200形・2220形・2300形と共通運用で使用されることになった。これらの4形式は、搭載制御器にちなみABFM車（またはFM車）と呼称された。
小田急では1983年（昭和58年）まで運用された。廃車後は4両が富士急行に譲渡され、同社5700形として運用されたが、1994年12月に2両が廃車となり、残る2両も1997年2月に廃車となった。

## 登場の経緯
小田急のロマンスカーの地位を不動のものにした車両とされている1700形が導入されて以後、特急の利用者数は増加の一途をたどった。このため、1953年9月の土休日から、特急を補助する目的の列車の運行を開始した。
当初はサービスカーと称し、ABF車や2200形・2220形などを使用していたが、1958年からは準特急という種別に変更の上座席指定料金を徴収することになったため、車両についても料金を徴収することに見合った車両を用意することになり、製造されたのが本形式である。

## 車両概説
2220形と同様の17.5m車による4両編成で、2編成8両が製造された。形式は4両ともデハ2320形で、編成はデハ2321・デハ2322・デハ2323・デハ2324およびデハ2325・デハ2326・デハ2327・デハ2328であった。
本節では以下、小田原方面に向かって右側を「山側」、左側を「海側」と表記する。

### 車体
先頭車・中間車とも車体長17,000mm・全長17,500mmで、車体幅は2,700mmと2220形と同様である。客用扉は各車両とも2か所となったが、平日の通勤輸送との兼ね合いから停車時間の増加を防ぐ目的で、1,300mmの両開き扉を小田急では初めて採用した。
正面は2220形と同様の貫通形前面である。
側窓については、扉間固定式クロスシート部分と車端部については2200形と同様の1,000mm幅、扉間のロングシート部分では戸袋窓の隣に800mm幅とした。塗装は腰部と上部が青色、窓周りが黄色という、当時の特急色となった。

### 内装
座席は扉間に6組の固定式クロスシートを配置し、それ以外の部分はロングシートとなった。この車内設備は、特急を補完する列車として、何度か営業部門から要望が出ていたものの、通勤輸送への対応の面から実現せず、本形式で実現をみたものである。デハ2322・デハ2326の小田原側海側にはトイレを設置したが、小田急では初めて床下に汚物タンクを設けた貯留式とした。これは日本の鉄道の歴史上においても早期の採用事例である。

### 主要機器
主要な機器は2220形とほぼ同様であるが、電動発電機と電動空気圧縮機を車両番号末尾が奇数の車両に、主制御器と集電装置を車両番号末尾が偶数の車両に搭載した。
主電動機は端子電圧340V時1時間定格出力75kWの三菱電機MB-3032を各台車に2基ずつ装架する。駆動方式はWN継手によるWN駆動方式を採用し、台車は2220形同様にアルストムリンク（平行リンク）式金属ばね台車である住友金属工業FS316を装着する。

## 沿革
本形式と同様に2扉セミクロスシート車に改造された2300形とともに、1959年春より土曜日・休日に運行される準特急を中心とした運用を開始した。平日はラッシュ時のピークを避けた運用に使用された。
しかし、1963年4月に3100形NSE車が導入され、これと同時に準特急という種別は廃止されることになり、本形式と2300形はともに使命を失うことになった。準特急の運用から外された本形式は、2400形HE車へ増結するための2両編成が不足していたことから、2両編成のロングシート3扉車に改造されることになった。

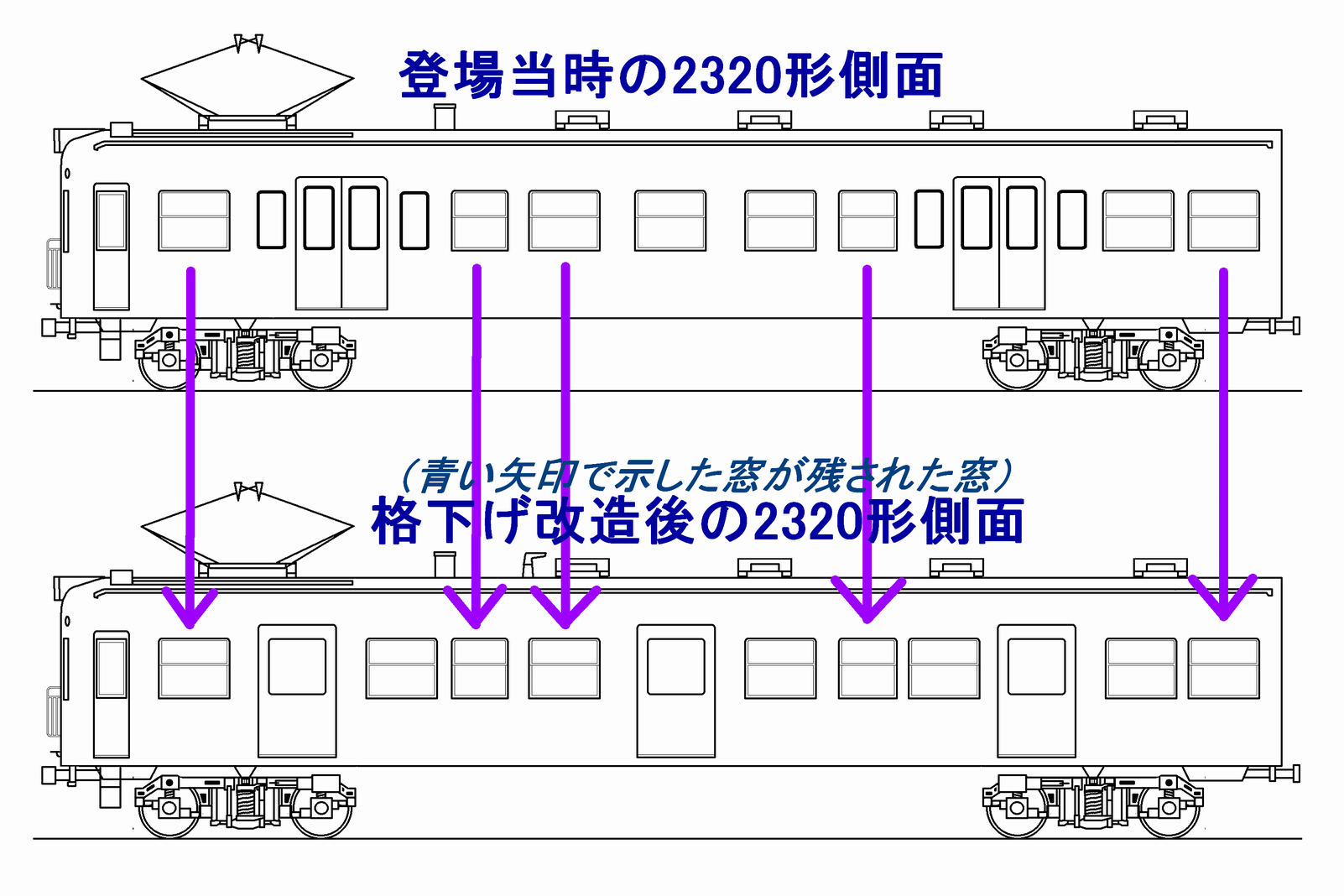
格下げ改造に伴う側面窓配置の変遷

改造の内容は、デハ2321（デハ2325）とデハ2322（デハ2326）、デハ2323（デハ2327）とデハ2324（デハ2328）の2編成に分割した上、中間車には正面はHE車と同様の貫通形運転台を増設した。また、客用扉は2200形・2220形と同様に1,100mm幅の片開き扉を3か所に設置したほか、デハ2322・デハ2326のトイレは撤去された。改造時には、窓配置の全面的な変更は行なわなかったため、特に扉間の3枚の窓は1,000mm幅の戸袋窓・800mm幅の窓・1,000mm幅の窓と、3種類の窓が並ぶことになった。
3扉ロングシートとなってからは、2200形・2220形・2300形と共通運用となっており、小田急のダイヤ上も同一形式扱いであった。このため、本形式も含めた4形式をまとめて「ABFM車」「FM車」と呼ばれるようになった。また、2220形と同様の外観となったが、前述の不規則な側面窓配置などで判別可能であった。

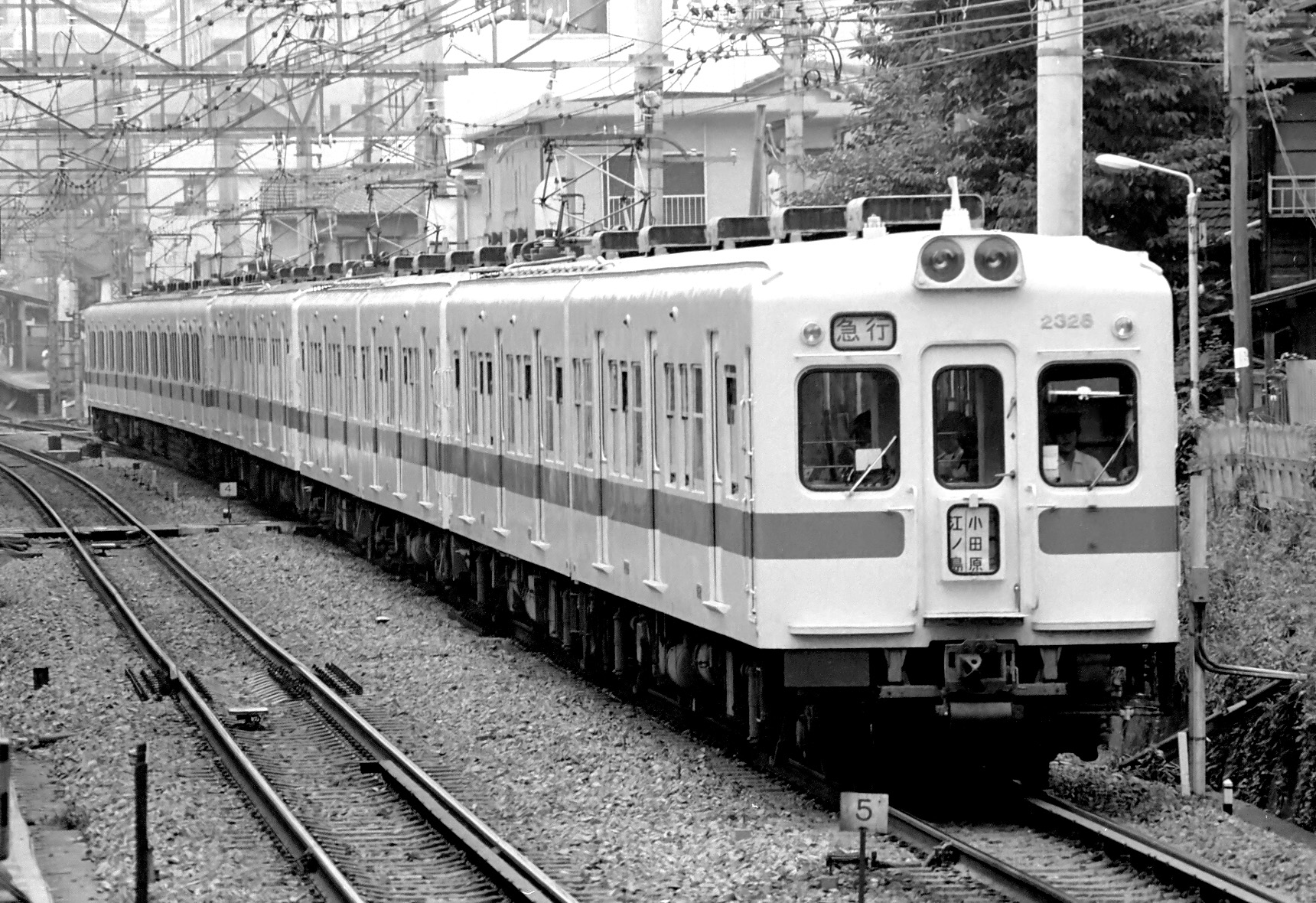
急行運用に入った2320形

当初は他のABFM車と同様、HE車の増結などに使用されていたが、大型車の増加とともに、2両編成を3本連結した6両編成での運用が目立つようになった。1968年に列車種別表示器・OM-ATS・信号炎管の設置を行ない、1969年にはケイプアイボリーにロイヤルブルーの帯を巻く新塗装に変更された、同時期に連結器が密着自動連結器から密着連結器に交換された。また、1974年には扉下にプラットホームと車体の間の隙間を埋めるためのステップが設置された。
1982年よりABFM車の淘汰が開始されることになり、本形式は1983年8月31日付で4両が廃車となり、富士急行に譲渡された。残る4両も1984年6月までに廃車解体された。

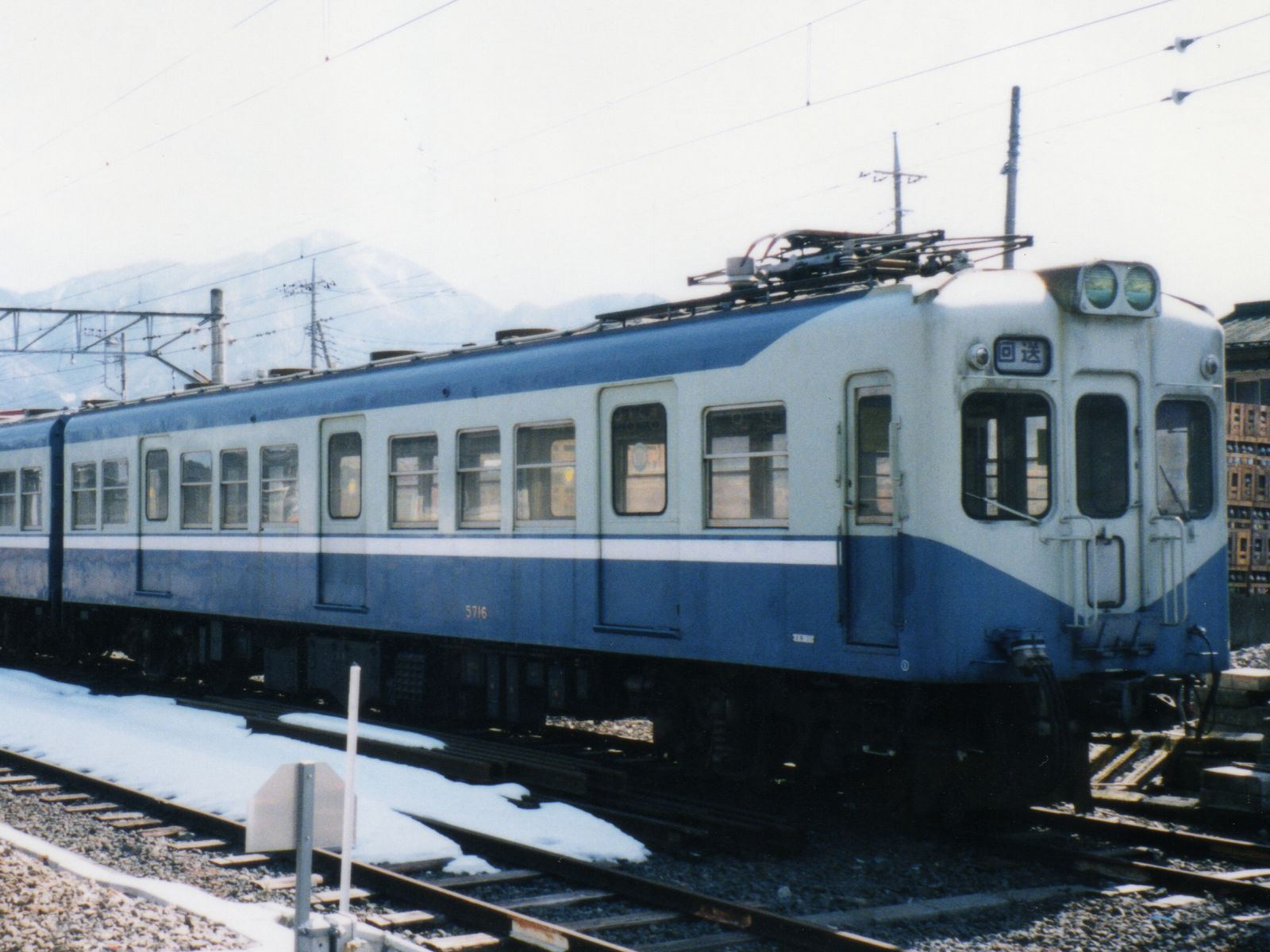
譲渡後の2320形（富士急5700形）

富士急では5700形として使用されることになり、同社の主力車両の一部として運用されたが、富士急では車両のレベルアップのため、京王5000系を譲受の上車両の更新を行うことになり、1994年12月にモハ5715・モハ5716（デハ2328・デハ2327）が、残るモハ5711・モハ5712（デハ2326・デハ2325）も1995年10月に廃車となった。モハ5716（デハ2327）は個人に譲渡され、山梨県甲斐市（旧・中巨摩郡竜王町）で使用されていたが、2012年12月に撤去されてしまったため現存しない。